# Interstate 72
Interstate 72 (afgekort I-72) is een Interstate Highway in de Verenigde Staten. De snelweg begint bij Hannibal (Missouri) en eindigt in Champaign, (Illinois). 

## Lengte
| Staat    | km  | mijl |  |
|          |     |      |  |
| Missouri | 3   | 2    |  |
| Illinois | 295 | 182  |  |
|          |     |      |  |
| Totaal   | 298 | 184  |  |